# Gangil (métro de Séoul)
Gangil (en coréen : 미사역) est une station de passage de la ligne 5 du métro de Séoul. Elle est située à Gangil-dong, dans l'arrondissement Gangdong-gu, sur le territoire de la province Gyeonggi, à l'est de Séoul, en Corée du Sud. 
Ouverte en 2021, elle est desservie par les rames qui circulent sur la ligne 5 entre Banghwa et Hanam Geomdansan.

## Situation sur le réseau

Plan du réseau du métro de Séoul (2023)

## Histoire
La station Gangil est mise en service le 27 mars 2021 sur la ligne déjà en service, entre les stations Sangil-dong à Misa,.

## Services aux voyageurs

### Desserte
Gangil est desservie par les rames omnibus qui circulent sur la ligne, et notamment celle qui prolongent ou débutent sur la branche Hanam.

Installations
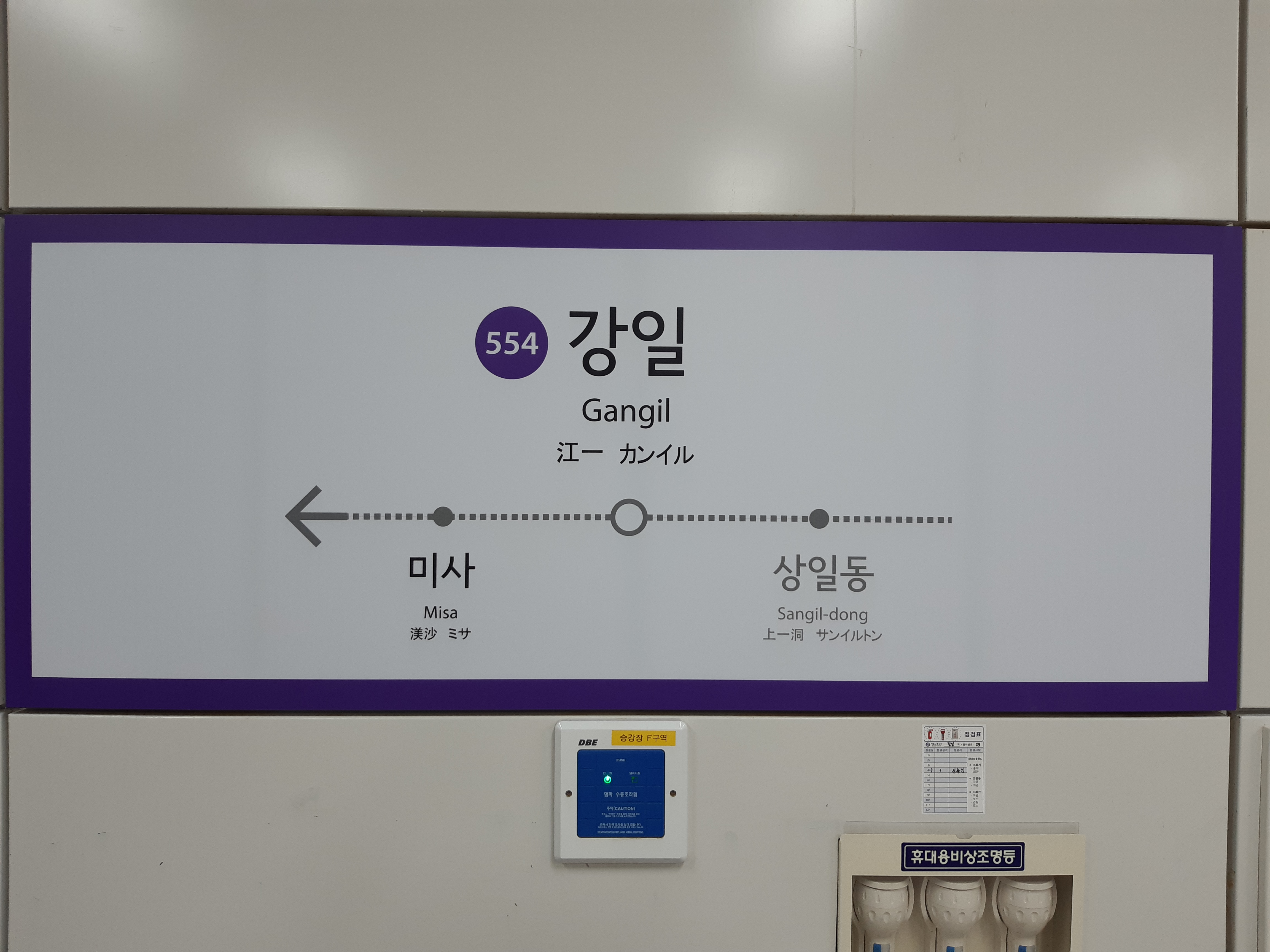
En 2021.
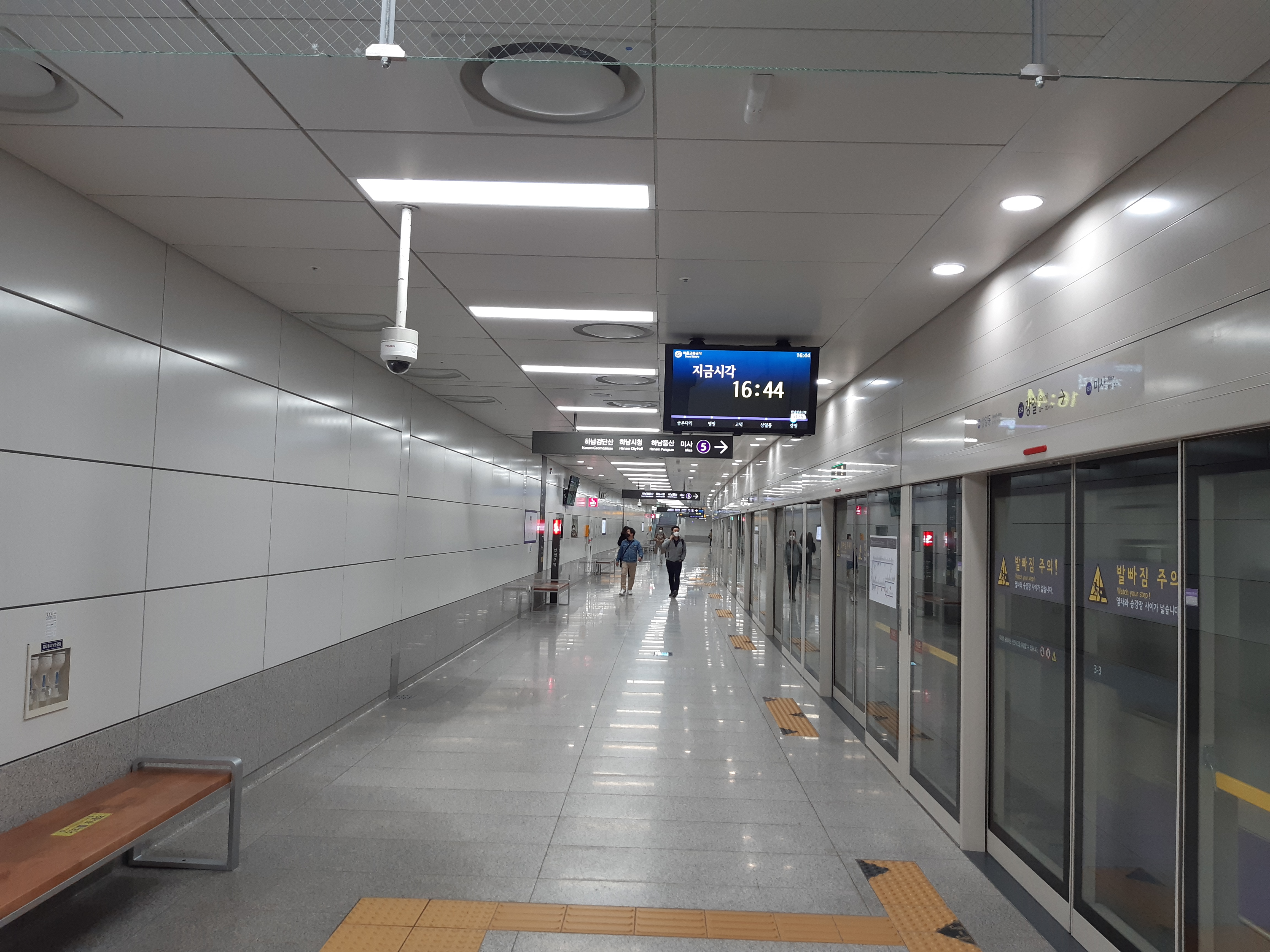
En 2021.

### Intermodalité
Des arrêts de bus sont situés à proximité.